# Frank Scholten
Frank Scholten (30. srpna 1881 – 29. srpna 1942) byl nizozemský fotograf a spisovatel.

## Životopis
Frank Scholten byl druhým dítětem investičního makléře Petra Wilhelma Scholtena (1835–1913) a Elisabethy Marie Anny Henrietty van Bevervoorden tot Oldemeule (1876–1889). Dětství prožil v Amsterdamu a Portsmouthu. Po smrti své matky se jeho otec znovu oženil s Marií Annou Ploos van Amstel; z tohoto manželství se narodily další dvě děti.
V šestnácti letech se Scholten odstěhoval do internátní školy pro chlapce z dobrých rodin v Noordwijku. Studoval umění, hudbu a filozofii v Berlíně od roku 1908 do začátku první světové války, která ho donutila vrátit se do Amsterdamu. Byl seznámen se spisovatelem Jacobem Israëlem de Haanem, kterého později potkal znovu v Palestině, a angažoval se v amsterdamské gay scéně. V roce 1920 byl odsouzen ke dvěma letům vězení za pederastii, ale opustil zemi.
Scholten podnikl dlouhou cestu přes Kolín nad Rýnem, Řím (kde strávil několik měsíců), Brindisi a Atény do Palestiny. Poté strávil tři roky v Palestině, cestoval po tomto regionu a fotografoval lidi a biblická místa. Poté, co se vrátil do Evropy počátkem roku 1923, vystavil výběr 2 200 svých fotografií v Brook Art Gallery v Londenu. Výstava s názvem „Palestina v přechodu“ byla příznivě hodnocena v mnoha anglických a zahraničních novinách.
Poté zahájil vydávání svých fotografií v řadě svazkových titulů Palestine Illustrated (Palestina ilustrovaná). První dva svazky se objevily ve francouzském vydání v roce 1929 a obsahovaly fotografie Jaffy v kombinaci s verši z Bible, Talmudu a Koránu. V důsledku krachu na Wall Street v roce 1929 Scholten přišel o velkou částku peněz, přesto však pokračoval ve vydávání svých dvou svazků v německém, anglickém a nizozemském vydání. Byly plánovány další objemy, ale nikdy nebyly vydány.
Jelikož druhá světová válka znemožnila cestování v Evropě, Scholten se usadil v Leidenu. Na svých publikacích pokračoval v knihovně Nizozemského institutu pro Blízký východ. Spřátelil se s Franzem Böhlem, jedním z jeho dvou ředitelů (a profesorem asyriologie na univerzitě v Leidenu; dříve hebrejsky v Groningenu).
Scholten zemřel v roce 1942. Odkázal svůj fotografický archiv a dokumentaci NINO a městu Leiden. Obec vytvořila Fond Franka Scholtena, který sloužil k financování vydání několika vědeckých knih v sérii Scholten od NINO (přibližně 1950–1980).
Po roce 2000 byl Scholtenův fotoarchiv na NINO znovuobjeven. V letech 2019–2020 byl na univerzitě v Leidenu zahájen projekt kompletní digitalizace a katalogizace sbírky.

## Některé fotografie od Scholtena

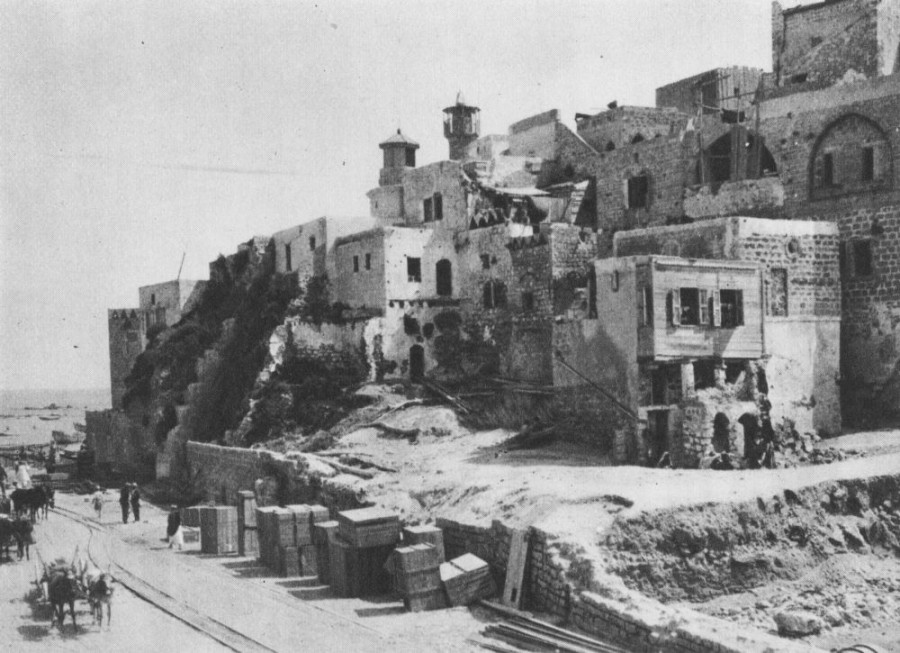
Palestina (1920)
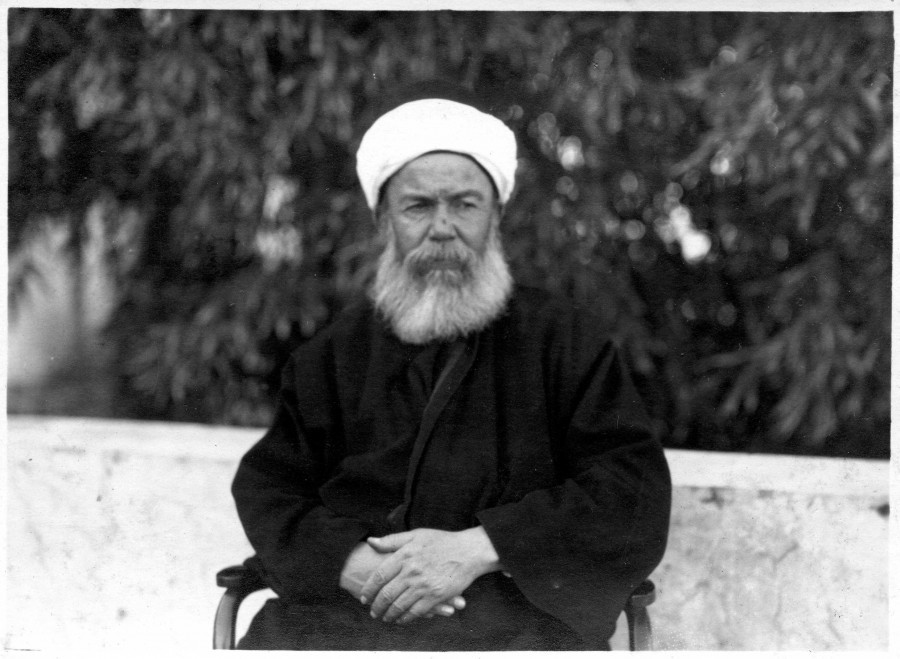
Soudce v Jaffě (1920)
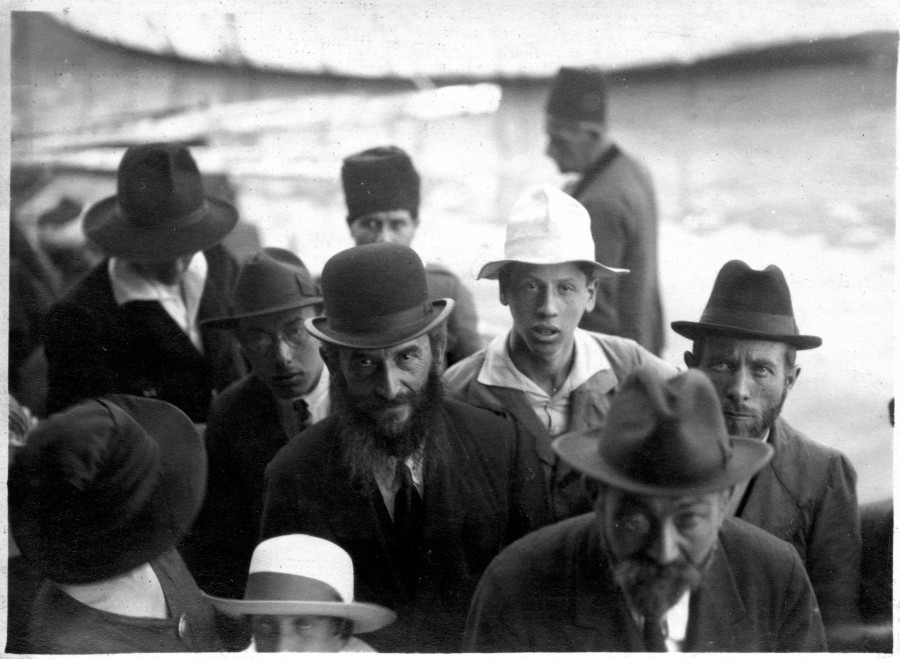
Přistěhovalci v Jaffě
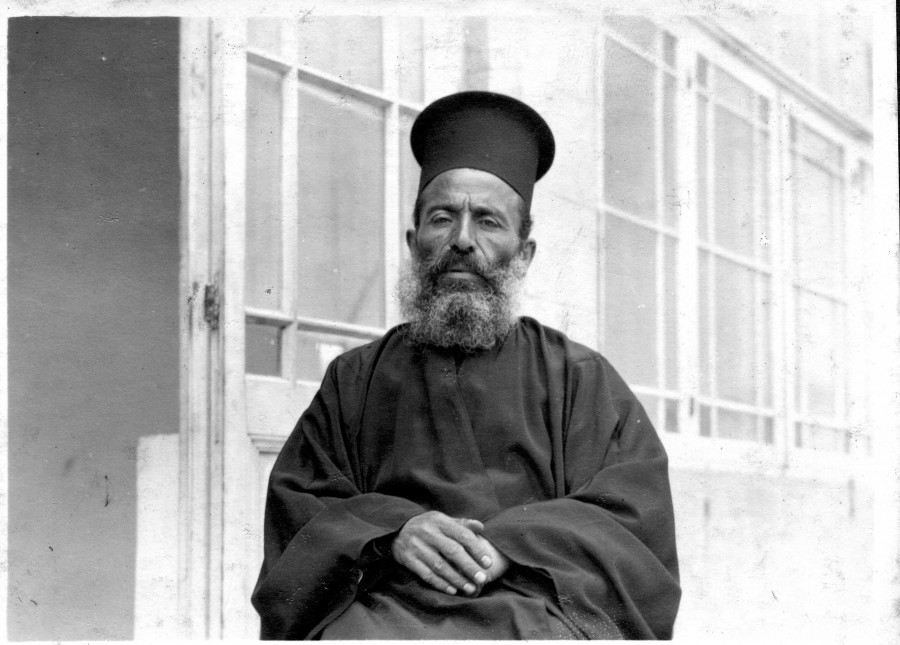
Melkitský kněz v Jaffě
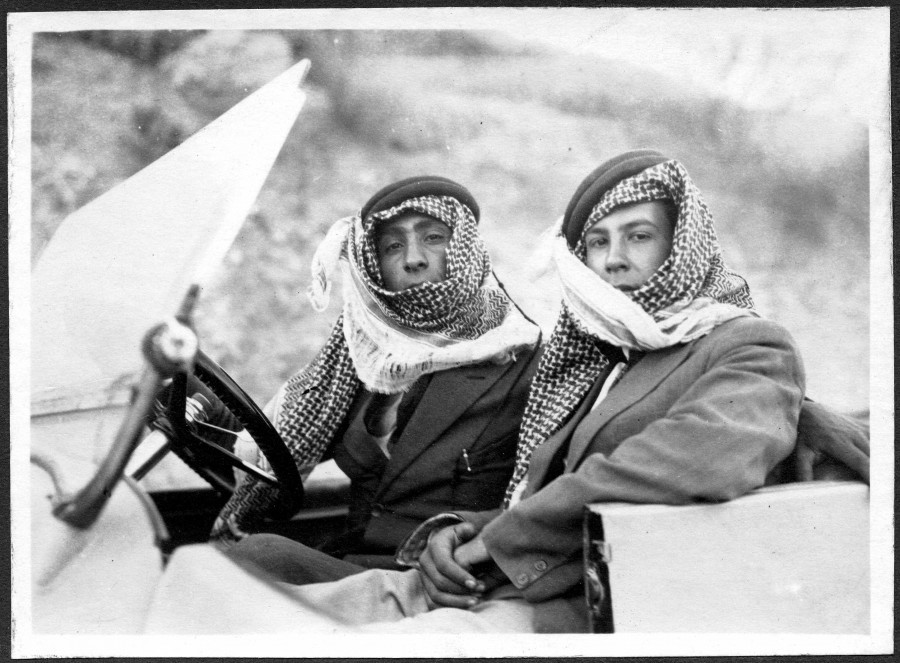
Chlapci v Palestině
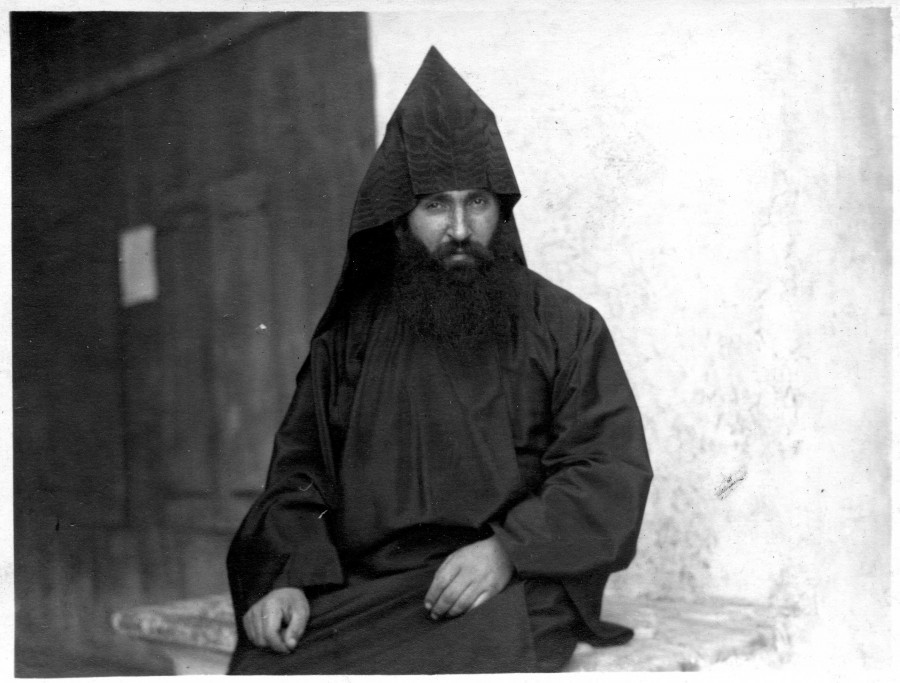
Armenian Jaffa, 1920–1930
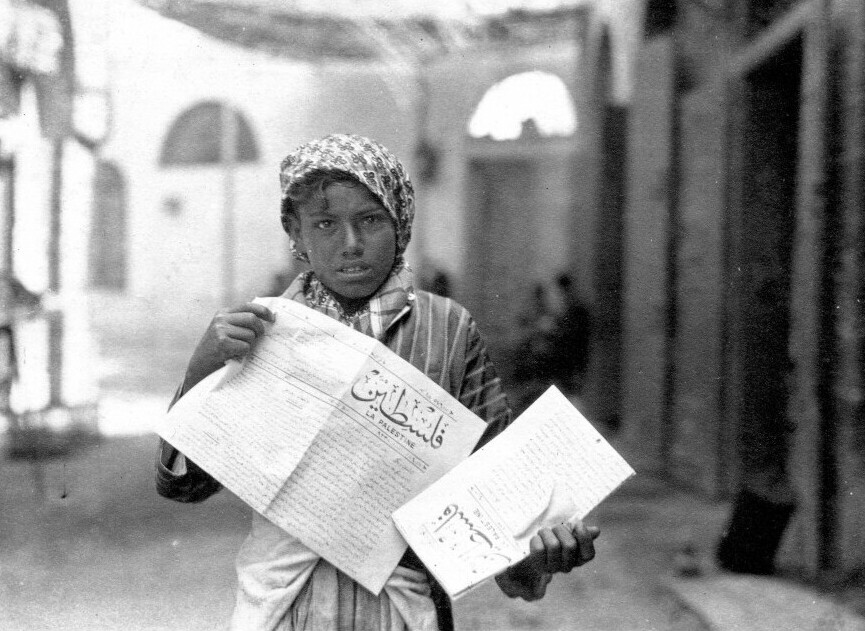
Street vendor selling Falastin newspaper in Jaffa, Palestine 1921

## Publikovaná díla
- La Palestine Illustrée. Tableau complet de la terre Sainte par la photographie, Évoquant les souvenirs de la bible, du talmud et du coran, et se rapportant au passé comme au présent. Vol. I: La Porte d’entrée Jaffa; Vol. II: Jaffa la Belle. Parijs: Budry, 1929.
- Palästina. Bibel, Talmud, Koran. Eine vollständige Darstellung aller Textstellen in eigenen künstlerischen Aufnahmen aus der Gegenwart und Vergangenheit des Heiligen Landes. Vol. I: Die Eingangspforte Jaffa; Vol. II: Jaffa, die Schöne. Stuttgart: Julius Hoffmann, 1930.
- Palestine Illustrated. Including references to passages illustrated in the Bible, the Talmud and the Koran. Vol. I: The Gate of Entrance; Vol. II: Jaffa the Beautiful. Londen: Longmans, 1931.
- Palestina. Bijbel, Talmud, Koran. Een volledige illustratie van alle teksten door middel van eigen artistieke foto’s uit het heden en verleden van het Heilig Land. Vol. I: Jaffa de toegangspoort. Leiden: Sijthoff, 1935.